# Kurt Ellersiek
Kurt Hildebert Ellersiek (* 5. April 1901 in Dortmund; † 24. Juli 1964 in Metzkausen) war ein deutscher Wirtschafts-Ingenieur, NS-Funktionär und SS-Führer, zuletzt im Rang eines SS-Oberführers.

## Werdegang
Kurt Ellersiek war der Sohn des Kaufmanns Erich Ellersiek. Er absolvierte nach dem Ende seiner Schullaufbahn eine Lehre zum Schlosser. Bereits in seiner Jugend gehörte er von 1916 bis 1920 dem Völkischen Wandervogel an, bei dem er ab 1919 das Gebiet Rheinland/Westfalen leitete. Ab 1920 gehörte er dem Treubund für Rheinland und Westfalen an.
Im November 1929 trat er in Dortmund der SA bei, der er bis Januar 1935 angehörte. Zum 1. April 1930 schloss er sich der NSDAP an (Mitgliedsnummer 218.341). Nachdem er 1930 im Zuge einer Begabtenprüfung einen Studienplatz an der TU München erhalten hatte, absolvierte er dort bis 1934 ein wirtschaftswissenschaftliches Studium mit Abschluss Diplom-Wirtschafts-Ingenieur. Dem NS-Studentenbund gehörte er seit 1930 an. Ab Frühjahr 1931 leitete er im AStA der TU München das Amt für politische Bildung. Zudem war er Kreisleiter des NS-Studentenbundes.
Nach der Machtübergabe an die Nationalsozialisten hielt Ellersiek am 10. Mai 1933 als „Ältester der Deutschen Studentenschaft“ bei der Bücherverbrennung auf dem Königsplatz vor Münchner Studenten eine „vom vaterländischen Geiste getragene Ansprache“. Von 1933 bis 1934 war er für das Münchner SA-Hochschulamt tätig. Dort war er als Hilfsreferent für alle Fragen der weltanschaulichen und politischen Schulung zuständig und bis Juni 1934 Abteilungsleiter an der „Führerschule Pieskow“.
Im April 1935 wechselte Ellersiek von der SA zur SS (Mitgliedsnr. 275.719) und wurde dem RuSHA zugeteilt, wo er für das Schulungsamt und Rassenamt tätig wurde. In Absprache mit dem Leiter des NS-Studentenbundes Albert Derichsweiler gründeten beide in Kooperation mit örtlichen SS-Führern ab Sommer 1935 sogenannte SS-Mannschaftshäuser. In den SS-Mannschaftshäusern sollte eine studentische SS-Elite weltanschaulich geschult und wehrsportlich trainiert werden. Ellersiek war Kommandeur der SS-Mannschaftshäuser und blieb auch nach dem Wechsel der Zuständigkeit vom RuSHA zum Persönlichen Stab des Reichsführers SS Anfang 1939 in dieser Funktion.
Kurz vor Beginn des Zweiten Weltkrieges wurde er zum Infanterie-Regiment „Großdeutschland“ eingezogen, wo er für ein Jahr eingesetzt war. Anfang August 1940 übernahm er wieder die Leitung der SS-Mannschaftshäuser. Ab Oktober 1941 war er bei der LSAH eingesetzt und nahm am Balkanfeldzug und dem Überfall auf die Sowjetunion teil. Am 11. August 1941 wurde ihm das Eiserne Kreuz II. Klasse verliehen.
Ellersiek stieg Ende Januar 1942 zum SS-Oberführer auf. Er wurde 1942 Vize-Inspekteur der Nationalpolitischen Erziehungsanstalten (Napola).
Mitte Mai 1943 wurde er zum Generalkommando des III. (germanisches) SS-Panzerkorps versetzt und von dort im August 1943 zur 11. SS-Freiwilligen-Panzergrenadier-Division „Nordland“. Im Januar 1944 wurde er vor Leningrad verwundet und danach im Lazarett in Würzburg behandelt. Von Mai bis Dezember 1944 war er bei der SS-Sturmgeschütz-Ersatz- und Ausbildungs-Abteilung eingesetzt. Im Dezember 1944 wurde er zum SS-Personalhauptamt versetzt. Mitte Februar 1945 wurde Ellersiek zum Hauptquartier des Reichsführers SS beordert um den Volkssturm mit zu organisieren. Er leitete schließlich den Feldkommandostab Heinrich Himmlers im Gebiet Rheinfront.
Nach Kriegsende legte sich Ellersiek den Aliasnamen Dr. Konrad Ehlers zu. Er war seit Sommer 1946 führend am Aufbau einer deutschen Untergrundorganisation beteiligt, deren Zentrum sich in der britischen Besatzungszone befand. Ziel der Untergrundbewegung war eine anti-sowjetische Westblockpolitik Großbritanniens, zu der England mit der Drohung des Einsatzes von bakteriologischen Waffen gezwungen werden sollte. Am 23. Februar 1947 frühmorgens wurde Ellersiek durch Angehörige des amerikanischen Geheimdienstes in Fulda verhaftet, als er zusammen mit seiner Freundin in seinem Bett lag. Seine in Hamburg lebende Ehefrau wurde von Angehörigen des britischen Geheimdienstes verhaftet. Ellersiek wurde im Rahmen der Entnazifizierung als „Belasteter“ eingestuft.
Durch das Landgericht Frankfurt am Main wurde Ellersiek am 19. Juli 1961 zu viereinhalb Jahren Haft verurteilt aufgrund der widerrechtlichen Erschießung eines Obergefreiten in der Kriegsendphase.